# Jobet-Gletscher
Der Jobet-Gletscher (spanisch Glaciar Jobet, in Argentinien Glaciar León für Löwengletscher) ist ein Gletscher an der Südostküste der Anvers-Insel im Palmer-Archipel westlich der Antarktischen Halbinsel. Er liegt 17,5 km südwestlich des Ryswyck Point und mündet in den Lion Sound.
Teilnehmer der Belgica-Expedition (1897–1899) des belgischen Polarforschers Adrien de Gerlache de Gomery entdecken ihn. Chilenische Wissenschaftler benannten ihn nach Ernesto Jobet Ojeda, Kommodore der 24. Chilenischen Antarktisexpedition (1969–1970). Argentinische Wissenschaftler benannten ihn in Anlehnung an die Benennung des Lion Sound.